# Fenquizone
Fenquizone (INN) là một loại thuốc lợi tiểu, một phần của nhóm thuốc lợi tiểu sulfonamide trần thấp. Fenquizone được sử dụng chủ yếu trong điều trị phù và tăng huyết áp.